# Funifera
Funifera es un género con siete especies de plantas de la familia Thymelaeaceae.

## Especies
- Funifera attalea
- Funifera brasiliensis
- Funifera ericiflora
- Funifera fasciculata